# 自性 (佛教)
在印度諸宗教中，自性（svabhāva，藏語：རང་བཞིན，威利转写：rang-bzhin），舊譯自然，又稱自體、法體、體、實性，是個哲學術語，指所有事物（法）自身擁有、自體形成、自身決定存在形態的性質，是常住的、不變的、獨立，不依緣起而變化的；其外在特徵，則為自相。這個概念在不二論、毘濕奴派中是個重要的課題。佛教也接受了這個概念，在部派佛教時期發展出自己的論述。在大乘佛教中，也是很重要的理論之一。對於法體和時間的關係，以及法體是真實有或假名有，各派發展出不同的見解。
在佛教文獻中，它與本性（prakṛti）或我（ātman）經常被視為同義詞，但自性的起源較晚，直到部派佛教的論藏中才使用這個術語。

## 概論
梵語：，由（sva-，自己的）與bhāva（有）所組成，這個術語源自古印度哲學，原指法（dharma）存有自身的性質。與古希臘形而上學中的本體、本質、實體，及康德哲學中的物自身（德語：das Ding an sich）的意義接近。
大乘佛教將諸法自性劃分為兩種：地之堅性、水之濕性等事相特徵，稱為「事法性」（或世俗自性）；諸法平等之真如實性，稱為「理法性」或「實法性」（或勝義自性）。勝義自性被視作與真如、法性（實法性）、實際、法界（清淨法界）、空等詞同義，唯有覺悟聖者才能了知。所謂「自性本自清淨」、「自性本不生滅」之類，指的都是勝義自性。說一切有部阿毘達磨中，對世間事物界定出來的種種諸法，則被大乘佛教稱為「事法性」（世俗自性）。世俗自性是隨緣起變化的有為法，大乘佛教稱為自性空、無自性。
大乘佛教的不同學派中，對勝義自性的性質為何，見解不一。對於「勝義自性」和「萬法」的關係，不同學派也有不同的觀點和闡述方式。

## 各派學說

### 說一切有部與俱舍論
說一切有部主張，三世實有，法體恆存。意思是：有為法的「法體」，在有為法的過去位、現在位和未來位都存在，法體永恆存在。說一切有部用「法體恆存，法性變異」來解釋「無常」，指「有為法行於世時，不捨自體，隨緣起用」。有部主張法體（svabhāva）雖三世恆有，其性（bhāva）變異的緣故，所以符合無常之理。
俱舍論在法體論上，支持經量部現在實有，過未無體的主張。意思是：法體只在現在一剎那中存在，有為法的未來位和過去位都沒有法體。俱舍論批評有部的「法體恆存，法性變異」說，認為其性、體無別，不符合無常之理。

### 般若經與中觀學派
公元前1世紀般若經文獻中已言諸法無自性、諸法空，甚至如《般若波羅蜜多心經》中的五蘊皆空性。
公元2世紀中觀學派的祖師龍樹，上承般若思想傳統，繼續發揚無自性的空義。他認為般若文獻的空只是對宇宙與人生的深刻觀察，但並未提出嚴密論證去證立空的本性，因而只有空的思想，而沒有空的哲學及空的理論。
龍樹以論證來說明般若經的「空」。在《中論》中，龍樹並不是正面證明事物的自性空。相反，他採用反證法，先假設事物有自性，分別從四方面（因果關係、同一性與別異性、運動與時間、作用者與對象）去導出種種矛盾（亦即事物之自性，將會破壞世間法），去反證事物不擁有自性。
按龍樹的主張，一切法的自體是空的，在世俗諦中三世之法體如幻而有，勝義諦中三世之法體畢竟為空。說一切有部的勝義諦中，法體於三世為實有、恆存，其世俗諦則是指一般人對世俗事物的認識。